# Aimé Steinlen
Pour les articles homonymes, voir Steinlen.
Aimé François Steinlen, né le 7 septembre 1821 à Vevey et mort le 15 mai 1862 à Lausanne, est un enseignant et journaliste suisse d'origine allemande. Il est le fondateur de l'Hospice de l'enfance de Lausanne.

## Biographie
Aimé Steinlen est le fils de Françoise Charlotte Weibel, originaire de Vevey, et de Christian Gottlieb Steinlen, originaire de Stuttgart (de nationalité suisse dès 1832), enseignant en dessin à Vevey. Ce dernier concevra les costumes de la Fête des vignerons de 1833.
Aimé Steinlen est l'aîné de neuf enfants. Il étudie la théologie à Lausanne et entre à la Société de Belles-Lettres en 1837, puis à celle de Zofingue en 1839. Il en assume la présidence centrale en 1843 et écrit les paroles de plusieurs chants pour la société. Il paie ses études en donnant des leçons particulières, ce qui lui permet de faire en 1842 une année de stages à Tübingen, en Allemagne, où il étudie l'exégèse et l'hébreu.
Lors de la Révolution radicale de 1845, dans une assemblée populaire à Lutry, il défend les positions du Conseil d'État. En 1846, la situation familiale étant difficile, il interrompt ses études pour accepter un poste de précepteur à Thoune afin de subvenir aux besoins financiers de ses frères. Pendant l'hiver 1850-1851, n'ayant pas obtenu de poste dans l'enseignement officiel, il donne bénévolement des cours d'histoire et de littérature suisses à l'Académie de Lausanne.
Adepte du parti libéral conservateur, il soutient le rapprochement des classes sociales. Il fonde en 1850 un Cercle national qui a pour but de grouper les libéraux de tout le pays. Il épouse à Échallens le 2 juillet 1851 Caroline Germond, fille de Louis Germond, pasteur et fondateur de l'institut des diaconesses de Saint-Loup. Steinlen s'essaie au journalisme à La Patrie, journal populaire lausannois, puis est engagé comme rédacteur du Courrier suisse, l'organe du parti conservateur. À la disparition du journal en 1853, il écrit dans Le Semeur et dans Le Pays, nouvel hebdomadaire conservateur, et s'affirme comme défenseur de la souveraineté cantonale et de la littérature nationale, au nom d'une unité morale suisse.
En 1855, il part à Berne où il enseigne le français et la littérature française à l'École bourgeoise de jeunes filles et à l'École industrielle. Il donne en outre des leçons privées et des cours publics de littérature suisse. En 1860, il écrit une monographie sur Charles Victor de Bonstetten, littérateur et philosophe suisse. Malade, il rentre à Lausanne en 1860. Il postule sans succès à la chaire de littérature française de l'Académie qu'Eugène Rambert vient de quitter. Il est engagé dans des écoles privées, organise des conférences à l'École Vinet durant l'hiver 1860-1861 et un cours à l'hôtel de ville sur les poètes lyriques contemporains. Le succès du cours oblige Steinlen à le donner au casino de Saint-François et à le donner par la suite dans d'autres villes du canton. Il est engagé en 1861 pour enseigner la littérature française à l'École préparatoire de la faculté de théologie de l'Église libre.
En octobre 1861, Caroline et Aimé Steinlen fondent à la rue du Petit-Beaulieu un hospice de onze lits ouvert aux enfants indigents. Steinlen tombe malade en 1862 et meurt le 15 mai. L'hospice qu'il a créé avec son épouse restera à la rue du Petit-Beaulieu jusqu'à ce que le nouvel Hospice de l'enfance soit inauguré en 1865 à l'avenue d'Échallens.

## Toponyme
Sur décision municipale de 1932, un chemin de Lausanne porte le nom d'Aimé Steinlen : il joint l'avenue d'Échallens et le chemin de la Vallombreuse.

## Sources
- Daniel Maggetti, « Steinlen, Aimé » dans le Dictionnaire historique de la Suisse en ligne, version du 17 septembre 2010.
- Louis Polla, Rues de Lausanne, Lausanne, Éditions 24 heures, 1981, 191 p. (ISBN 2826500503), p. 88-90